# Torasemid
Torasemid ist ein Arzneistoff aus der Gruppe der Schleifendiuretika, der zur Behandlung von Bluthochdruck, Ödemen (Wasseransammlungen) oder Ergüssen auf Grund einer Herzinsuffizienz eingesetzt wird.
Es gehört zur Gruppe harntreibender Medikamente (Diuretika), die an der Henleschen Schleife, einem Teil des harnbildenden Systems der Nieren, wirken. Diese Substanzen haben gemeinsam den Wirkmechanismus, durch Hemmung eines Transportproteins in den Nierenkanälchen eine verringerte Wiederaufnahme von Ionen aus dem Primärharn zu bewirken und damit infolge der Veränderung des osmotischen Drucks zur vermehrten Wasserausscheidung zu führen.

## Klinische Angaben

### Anwendungsgebiete (Indikationen)
Torasemid kann in der  Therapie des Bluthochdrucks und zur Behandlung oder Vorbeugung Herzinsuffizienz-bedingter Ödeme oder Ergüsse (Pleuraerguss oder Aszites) verwendet werden.

### Gegenanzeigen (Kontraindikationen)
Torasemid darf bei
- Überempfindlichkeit gegen den Wirkstoff Torasemid,
- Nierenversagen mit Anurie,
- Coma hepaticum oder Praecoma hepaticum,
- Hypotonie,
- Hypovolämie,
- Hyponatriämie oder Hypokaliämie
- erheblicher Störung der Harnblasenentleerung (etwa bei Prostatavergrößerungen unterschiedlicher Ursache) und
- in der Stillzeit

nicht angewandt werden.

### Wechselwirkungen mit anderen Medikamenten
Torasemid kann die Wirkung von ACE-Hemmern und die Nebenwirkungen von Digitalispräparaten verstärken und die Wirkung von Antidiabetika vermindern. Probenecid und nichtsteroidale Antirheumatika (NSAR) (etwa Acetylsalicylsäure und Indometacin) können die diuretische und blutdrucksenkende Wirkung des Torasemid abschwächen.

### Anwendung während Schwangerschaft und Stillzeit
Torasemid darf während der Schwangerschaft nur bei zwingender Indikation in der niedrigst wirksamen Dosis eingesetzt werden. Während der Stillzeit ist die Anwendung kontraindiziert. Falls sie lebensnotwendig ist, muss abgestillt werden.

### Unerwünschte Wirkungen (Nebenwirkungen)
Häufig (1–10 %) sind Verstärkung einer metabolischen Alkalose, Anstieg der Blutkonzentration von Harnsäure, Glucose, Triglyceriden und Cholesterin. Besonders bei kaliumarmer
Ernährung, Erbrechen, Durchfall und nach längerem Gebrauch von Abführmitteln kommt es häufig zur Hypokaliämie. Besonders zu Behandlungsbeginn kommt es häufiger zu Kopfschmerzen, Schwindel, Müdigkeit, Schwäche, Appetitlosigkeit, Übelkeit, Erbrechen, Durchfall und auch Verstopfungen.

### Vergleich mit Furosemid und anderen Schleifendiuretika
Bei der Indikation Herzinsuffizienz ist Torasemid ein wirksames Schleifen-Diuretikum mit einer etwa 2,5-fachen Potenz im Vergleich zu Furosemid. Der diuretische Effekt scheint in niedriger Dosis etwas langsamer einzusetzen und länger anzuhalten als unter Furosemid.
Laut Arznei-Telegramm liegen keine Belege vor, dass Torasemid die Mortalität und die Beschwerden günstiger beeinflusst als Furosemid, und insgesamt gibt es keine ausreichenden Daten, insbesondere keine randomisierten Studien, um die Medikamente zu vergleichen. Zudem ist der Hersteller mit irreführender Werbung aufgefallen.
Andere Quellen sehen deutliche Vorteile für Torasemid über Furosemid bei der Behandlung der Herzinsuffizienz.

## Handelsnamen
Monopräparate: Unat (A, D), Toracard (D), Toramid (CH), Torasem (CH), Torem (CH, D), zahlreiche Generika (D, A, CH)
Tiermedizin: UpCard (D)